# Lammassaari (ö i Nyland, Helsingfors, lat 60,37, long 24,51)
Lammassaari är en ö i Finland. Den ligger i sjön Salmijärvi och i kommunen Vichtis i den ekonomiska regionen  Helsingfors  och landskapet Nyland, i den södra delen av landet, 30 km nordväst om huvudstaden Helsingfors. Öns area är 4,6 hektar och dess största längd är 0,5 kilometer i sydöst-nordvästlig riktning.